# Maske in Blau (1953)
Maske in Blau ist ein deutscher Spielfilm des Regisseurs Georg Jacoby aus dem Jahr 1952. Die Hauptrollen waren mit Marika Rökk und Paul Hubschmid besetzt worden. Das Drehbuch verfassten Fritz Böttger, Walter Forster und Joachim Wedekind. Es basiert sehr lose auf dem Libretto zu der gleichnamigen Operette von Heinz Hentschke mit der Musik von Fred Raymond. In der Bundesrepublik Deutschland kam der Streifen zum ersten Mal am 26. Februar 1953 in die Kinos. 

## Handlung
Der erfolgreiche Kunstmaler Armando Cellini hat sich in den Revuestar Juliska Varady verliebt. Nun will er die Schöne unbedingt porträtieren. Sie aber will nichts von ihm wissen, weil sie ihn für einen Schürzenjäger hält. Daraufhin versucht es Armando mit einer List: Sein Freund Seppl bezieht vorübergehend seine Wohnung und spielt Armando Cellini; er selbst gibt sich als ein armer unbekannter Maler aus. Weil Seppl notorisch in Geldnöten steckt, genießt er das Leben in der Villa seines Freundes. Dort macht er auch Bekanntschaft mit der Tänzerin Putti, die sich in den Kopf gesetzt hat, von dem berühmten Cellini gemalt zu werden.
Derweil spielt Armando seine Rolle so überzeugend, dass er schnell sein Ziel erreicht: Juliska lässt sich von ihm um den Finger wickeln. Jede Minute ihrer Freizeit verbringt sie mit dem „unbekannten Maler“ in einem Häuschen am See. Aber auch sie gibt sich als eine andere aus, weil sie mit ihrer Berühmtheit den Maler nicht irritieren möchte: als Juliska Varadys Sekretärin. Nach ein paar verwirrenden Situationen bleibt Juliska jedoch nichts Anderes mehr übrig, als ihr Inkognito zu lüften. Um ihren Geliebten bekannt zu machen, will sie ihm nun als „Maske in Blau“ Modell stehen. Begeistert macht sich Cellini an die Arbeit.
Als das Gemälde öffentlich ausgestellt wird, muss auch Armando seine wahre Identität preisgeben. Daraufhin fühlt sich Juliska düpiert und verlässt ihn. Ihre Empörung dauert jedoch nicht lange; denn bald gewinnt sie die Überzeugung, dass Armandos Gefühle für sie echt sind. Am Ende gibt es zwei glückliche Paare: Juliska und Armando sowie Seppl und Putti.

## Musik
Fred Raymonds Musik erklingt im Film nicht im Original, sondern in einer Bearbeitung von Friedrich Schröder. Dieser hatte auch die musikalische Leitung über das Symphonie-Orchester Graunke und den Lamy-Chor inne. Von der Operette selbst wurden folgende Gesangstitel verwendet:
- die Titelmelodie Maske in Blau – Maske in Blau
- Frühling in San Remo
- Schau einer schönen Frau nie zu tief in die Augen
- Die Juliska, die Juliska aus Buda-Budapest
- Im Gegenteil, im Gegenteil, ich bin ja für die Ehe!
- Am Rio Negro, da steht ein kleines verträumtes Haus
- Ich möchte auch mal eine kleine Dummheit machen!
- In dir hab ich mein Glück gefunden!

Instrumental sind die Nummern Sassa sowie eine Mazurka zu hören. Neben der Hauptdarstellerin tanzten noch Willy Schulte-Vogelheim und Claus Christofolini nach Choreografien von Sabine Ress und Freya Lieven.

## Ergänzungen
Gedreht wurde der Film in den Ateliers der Bavaria Film in Geiselgasteig. Die Außenaufnahmen entstanden in Rom und Umgebung. Die Bauten wurden von den Filmarchitekten Erich Kettelhut und Max Vorwerg entworfen. Trude Ulrich steuerte die Kostüme bei. Der Film wurde 1954 bei den Internationalen Filmfestspielen von Sao Paulo, Brasilien, Mar del Plata, Argentinien und San Sebastian, Spanien, gezeigt.

## Kritik
Das Lexikon des internationalen Films gelangt zu folgender Einschätzung: „Farbige Neuverfilmung der melodiösen Operette von Raymond/Hentschke mit großer Ausstattung und tänzerischen Effekten: Marika Rökk im Mittelpunkt! Die Liebesgeschichte vom Maler, der seinem entschwundenen Modell später «zu tief in die Augen» geschaut hat, ist revuehaft bunt-südländisch und auch musikalisch frisch bearbeitet.“

## Quelle
- Programm zum Film: Das neue Filmprogramm, herausgegeben vom gleichnamigen Verlag in Frankfurt am Main ohne Nummernangabe